# Il bell'Antonio
Il bell'Antonio is een Italiaanse dramafilm uit 1960 onder regie van Mauro Bolognini. Hij won met deze film de Gouden Luipaard op het filmfestival van Locarno.

## Verhaal
Antonio Magnano heeft succes bij de vrouwen, omdat ze denken dat hij goed in bed is. Hij heeft zelf echter problemen om aan hun verwachtingen te voldoen. Zijn vrouw Barbara ontdekt dat pas, nadat ze met hem getrouwd is. Als de omgeving van Antonio lucht krijgt van zijn impotentie, wordt hij uitgelachen.

## Rolverdeling
| Acteur               | Personage       |
| -------------------- | --------------- |
| Marcello Mastroianni | Antonio Magnano |
| Claudia Cardinale    | Barbara Puglisi |
| Pierre Brasseur      | Alfio Magnano   |
| Rina Morelli         | Rosaria Magnano |
| Tomas Milian         | Edoardo         |
| Fulvia Mammi         | Elena Ardizzone |
| Patrizia Bini        | Santuzza        |
| Anna Arena           | Mevrouw Puglisi |